# Чжан Шуо
Джанг Шуо (кит.: 章硕 Zhāng Shuò, 5 січня 1984) — китайська гімнастка, олімпійська медалістка.

## Виступи на Олімпіадах
| Олімпіада  | Дисципліна | Місце |
| ---------- | ---------- | ----- |
| Афіни 2004 | групові    | 6     |
| Пекін 2008 | групові    | 2     |